# Sybille Bammer
Sybille Bammer es una jugadora de tenis profesional austriaca, nacida el 27 de abril de 1980 en Linz, Austria. Mide 1.74 metros y pesa 63 kilogramos. Está entre las 30 mejores del mundo mientras que no tiene una gran actuación en dobles. Profesional desde 1997, su mayor ranking lo consiguió el 17 de febrero de 2008, cuando llegó al puesto 19 del ranking WTA. En 2007 ha realizado una gran actuación ganando en Pattaya City y siendo semifinalista en Hobart,  Masters de Indian Wells, Amelia Island y Stanford.

## Títulos (1; 1+0)

### Individuales (1)
| Leyenda                    |
| Grand Slam (0)             |
| WTA Tour Championships (0) |
| Evento Tier I (0)          |
| Tier II (0)                |
| Tier III (0)               |
| Tier IV & V (1)            |

| No. | Fecha | Torneo       | Superficie | Oponente en la final | Resultado   |
| 1.  | 2007  | Pattaya City | Dura       | Gisela Dulko         | 7-5 3-6 7-5 |

### Clasificación en torneos del Grand Slam
| Torneo                 | 2008 | 2007 | 2006 | 2005 | Títulos | G-P |
| ---------------------- | ---- | ---- | ---- | ---- | ------- | --- |
| Australian Open        | 2r   | 1r   | 3r   | -    | 0       | 3-3 |
| Roland Garros          | 1r   | 4r   | 1r   | -    | 0       | 3-3 |
| Wimbledon              | 2r   | 2r   | 3r   | -    | 0       | 3-2 |
| US Open                | CF   | 4r   | 2r   | 1r   | 0       | 4-3 |
| WTA Tour Championships |      | -    | -    | -    | 0       | -   |